# Легемер
Легемер (нід. Legemeer) — село в нідерландській провінції Фрисландія. Входить до муніципалітету Фріске-Маррен.
Його площа становить 2,97 км², а населення станом на 2021 рік складало 40 осіб.
Перша згадка про населений пункт датується 13-им сторіччям.